# Gumercindo Milhomem
Gumercindo de Sousa Milhomem Neto (Imperatriz, 27 de novembro  de 1949) é um político brasileiro, professor de geografia pela Universidade de São Paulo (USP), membro e fundador do Partido dos Trabalhadores (PT). Exerceu o mandato de deputado federal constituinte em 1988.
Foi professor Secundário da Secretaria de Educação do Estado de São Paulo. Em 1981, tornou-se presidente da Associação dos Professores do Ensino Oficial do Estado de São Paulo (APEOESP), no qual exerceu por seis anos. Também foi Vice-Presidente Regional Sudeste da Confederação de Professores do Brasil (CPB), entre 1985 e 1987. 
Participou das principais votações da Constituinte de 1988. Após a promulgação, voltou a participar dos trabalhos legislativos ordinários na Câmara dos Deputados. Nesse período, foi vice-líder e, posteriormente, líder do Partido dos Trabalhadores (PT). Em outubro de 1990, candidatou-se à reeleição e obteve uma suplência encerrando o mandato em janeiro do ano seguinte. 
No mesmo ano, foi assessor da ex-prefeita de São Paulo, Luísa Erundina, e, em seguida, vice-prefeito em chapa liderada pelo senador Eduardo Suplicy, nas eleições municipais de outubro de 1992.

## Participação na Assembleia Constituinte de 1988
Em novembro de 1986, foi eleito deputado federal constituinte. No ano seguinte, deu-se início aos trabalhos da Assembléia Nacional Constituinte, na qual participou como membro titular da subcomissão do Poder Executivo, da Comissão da Organização dos Poderes e Sistema de governo, e como suplente da Subcomissão da Educação, Cultura e Esportes, da Comissão da Família, da Educação, Cultura e Esportes, da Ciência e Tecnologia e da Comunicação. 
Pronunciou-se a favor do rompimento de relações diplomáticas com países com política de discriminação racial, da limitação do direito de propriedade privada, do mandado de segurança coletivo, do aborto, da estabilidade no emprego, da jornada semanal de 40 horas, do turno ininterrupto de seis horas, do aviso prévio proporcional, da pluralidade sindical, da soberania popular, do voto aos 16 anos, do presidencialismo, da nacionalização do subsolo, da estatização do sistema financeiro, do limite de 12% ao ano para os juros reais, da proibição do comércio de sangue, da limitação para os encargos da dívida externa, da criação de um fundo de apoio à reforma agrária, da legalização do jogo do bicho, da anistia aos micro e pequenos empresários e da desapropriação da propriedade produtiva. Votou contra a pena de morte e o mandato de cinco anos para o presidente José Sarney.

## Lei nº 11.738 - Criação do Piso Salarial para Professores
Em 1989, Gumercindo elaborou um Projeto de Lei que criava um piso salarial nacional para os professores. No entanto, somente no mandado do ex-presidente Lula, em 2008, a lei foi sancionada, após o senador Cristovam Buarque retomar a ideia. A lei gerou contestações de muitos governadores de Estados que recorreram ao Supremo Tribunal Federal.

## Vida pessoal
Gumercindo é filho do ex-prefeito de João Lisboa, Nestor Gomes de Abreu Milhomem, e de Clara Araújo Milhomem. Foi casado com Margarete Eliane Costa, com quem teve um filho.